# Nanjangud Shivananju Manju
Nanjangud Shivananju Manju (ur. 9 maja 1987 w Mysore) – indyjski piłkarz, grający na pozycji obrońcy w klubie Mohun Bagan AC.

## Kariera klubowa
Manju rozpoczął swoją karierę w Hindustan Aeronautics Limited SC w 2003 roku. W latach 2004–2007 był zawodnikiem Mahindra United, z którym zdobył mistrzostwo Indii w 2006 roku. W 2007 przeszedł do klubu Mohun Bagan. Z Mohun Bagan zdobył wicemistrzostwo Indii w 2009, Puchar Federacji w 2008 oraz Superpuchar Indii w 2009.

## Kariera reprezentacyjna
W reprezentacji Indii Manju zadebiutował w 2005 roku. W 2007 uczestniczył w eliminacjach Mistrzostw Świata 2010.
W 2008 Manju doznał kontuzji z powodu której nie wystąpił z reprezentacją na AFC Challenge Cup, na którym Indie wywalczyły awans do Pucharu Azji, po 27-letniej przerwie. Manju znalazł się w kadrze na ten turniej. Dotychczas rozegrał w reprezentacji 22 spotkania i strzelił 2 bramki.